# Pycnonotus leucogenys
El bulbul cariblanco (Pycnonotus leucogenys) es una especie de ave paseriforme de la familia Pycnonotidae propia del Himalaya. Se encuentra en las montañas de Afganistán, Bután, norte de la India, Nepal, Pakistán, y esporádicamente en Tayikistán.

## Subespecies
Se reconocen las siguientes subespecies:
- Pycnonotus leucogenys mesopotamiae
- Pycnonotus leucogenys dactylus
- Pycnonotus leucogenys humii
- Pycnonotus leucogenys leucogenys